# Månstenen
Månstenen (orig. The Moonstone) är en detektivroman av författaren Wilkie Collins som publicerades i bokform 1868. 
Den är allmänt betraktad som den första detektivromanen på engelska. Historien publicerades ursprungligen i serieform i Charles Dickens tidning All the Year Round. Collins adapterade även Månstenen för scenen år 1877.

## Figurer i urval
- Rachel Verinder, historiens hjältinna, en ung arvtagerska som på sin artonde födelsedag ärver månstenen.
- Lady Verinder, hennes mamma, en rik änka, som månar om sin dotter.
- Överste Herncastle, Lady Verinders bror, misstänkt för ojust agerande i Indien, kom över månstenen på olagligt vis.
- Gabriel Betteredge, en värdig man, Verinders tjänare, första berättare.
- Penelope Betteredge, hans dotter, också en tjänare i hushållet.
- Rosanna Spearman, husa, en gång straffad för tjuveri, misstänkt för stölden.
- Drusilla Clack, en fattig kusin till Rachel Verinder, en obehaglig, hycklande kristen evangelist som lägger näsan i blöt, andra berättare.
- Franklin Blake, äventyrare, även kusin och friare till Rachel.
- Godfrey Ablewhite, filantrop, också han kusin och friare till Rachel.
- Herr Bruff, familjens advokat, tredje berättare.
- Sergeant Cuff, en berömd detektiv med en förkärlek för rosor.
- Dr. Candy, familjens läkare, förlorar förmågan att tala sammanhängande efter att ha drabbats av feber.
- Herr Murthwaite, en känd äventyrare som ofta rest till Indien, han ger historien dess epilog.

## Filmatiseringar i urval
- The Moonstone, (1915) amerikansk stumfilm med Eugene O'Brien, Elaine Hammerstein och Ruth Findlay.
- The Moonstone, (1934) amerikansk film med bland andra David Manners, Charles Irwin och Phyllis Barry.
- The Moonstone, (1959) brittisk TV-serie av BBC med James Hayter, Annabelle Lee och Barry Letts.
- Månstenen, (1996) brittisk miniserie av BBC med Greg Wise som Franklin Blake och Keeley Hawes som Rachel Verinder.
- The Moonstone, (2016) brittisk miniserie av BBC med bland andra Terenia Edwards, Joshua Silver och John Thomson.